# الشياطين المسنة (رواية)
الشياطين المسنة (بالإنجليزية: The Old Devils)‏ هي رواية للكاتب الإنجيلزي كينجسلي أميس، نشرت عام 1986، عن دار نشر هاتشنسون.